# خالد خمیس
خالد خمیس (انگلیسی: Khaled Khamis؛ زادهٔ ۱۴ سپتامبر ۱۹۹۴) یک بازیکن فوتبال است.